# Ulaşlı, Oğuzeli
Ulaşlı là một xã thuộc huyện Oğuzeli, tỉnh Gaziantep, Thổ Nhĩ Kỳ. Dân số thời điểm năm 2011 là 190 người.